# Parlamentswahl in Island 2017
- V: 11
- S: 7
- F: 4
- P: 6
- C: 4
- B: 8
- M: 7
- D: 16

Die 55. Parlamentswahl in Island 2017 war eine vorgezogene Neuwahl; sie fand am 28. Oktober statt.
Es wurden die 63 Abgeordneten des Althing gewählt.

## Wahlsystem
Gewählt wurde wie seit 2003 in den 1999 festgelegten sechs Wahlkreisen, in denen jeweils sieben bis elf Sitze vergeben werden. Weitere neun Mandate werden landesweit an Parteien mit mehr als 5 % als Kompensation vergeben, um insgesamt eine relativ proportionale Verteilung der Mandate an die Parteien zu erhalten.

## Ausgangslage
- V: 10
- S: 3
- P: 10
- A: 4
- C: 7
- B: 8
- D: 21

Nach der vorgezogenen Parlamentswahl in Island 2016, die im Zuge der Panama-Papers-Affäre stattfand, zogen sieben Parteien ins isländische Parlament Althing ein. Nach einer schwierigen Phase der Regierungsbildung gelang es der liberal-konservativen Unabhängigkeitspartei unter ihrem Vorsitzenden Bjarni Benediktsson, eine Regierungskoalition mit den kleineren liberalen Parteien Viðreisn (Reform) und Björt framtíð (Helle Zukunft) zu bilden. Diese Koalition verfügte über eine Mehrheit von einem Sitz im Althing.
Am 15. September 2017 wurde bekannt, dass Björt framtíð die Koalition verließ. Dadurch brach das Kabinett Bjarni Benediktsson auseinander. Anlass dafür war, dass sich der Vater von Bjarni Benediktsson, selbst ein einflussreicher Geschäftsmann, mit einem Empfehlungsschreiben für die «Wiederherstellung der Ehre» eines wegen Kindesmissbrauchs verurteilten Pädophilen eingesetzt hatte und Bjarni und seiner Partei vorgeworfen wurde, die Vertuschung der Urheberschaft dieses Schreibens versucht zu haben.
Während in ersten Reaktionen auch noch die Möglichkeit zur Diskussion gestellt worden war, ohne Neuwahl eine neue Regierung zu bilden, hatten sich doch bereits verschiedene Vertreter der Parteien für eine Neuwahl im Oktober ausgesprochen, und am 18. September bestätigte der isländische Präsident Guðni Th. Jóhannesson den 28. Oktober als Wahltermin. Den Antrag von Premierminister Bjarni Benediktsson, das Parlament sofort aufzulösen, lehnte er zugleich ab. Das Althing könne seine Session bis zur Wahl fortführen; die Entscheidung über das weitere Vorgehen liege in den Händen des Parlaments.

## Parteien
Folgende Parteien traten zur Wahl an:
| Parteibuchstabe | Name                              | Übersetzung                                  | Ausrichtung                            | Kommentar                                                                               |
| --------------- | --------------------------------- | -------------------------------------------- | -------------------------------------- | --------------------------------------------------------------------------------------- |
| A               | Björt framtíð                     | Helle Zukunft, Strahlende Zukunft            | links-liberal, pro EU-Beitritt         |                                                                                         |
| B               | Framsóknarflokkurinn              | Fortschrittspartei                           | agrarisch-liberal                      |                                                                                         |
| C               | Viðreisn                          | Reform, Umbau, Wiederherstellung, Genugtuung | liberal, pro EU-Beitritt               |                                                                                         |
| D               | Sjálfstæðisflokkurinn             | Unabhängigkeitspartei                        | liberal-konservativ, gegen EU-Beitritt |                                                                                         |
| F               | Flokkur fólksins                  | Volkspartei, Partei der Menschen             | populistisch                           |                                                                                         |
| M               | Miðflokkurinn                     | Zentrumspartei                               | agrarisch-liberal, populistisch        | Gegründet 2017 durch Sigmundur Davíð Gunnlaugsson als Abspaltung der Fortschrittspartei |
| P               | Píratar                           | Piratenpartei                                | Piratenbewegung                        |                                                                                         |
| R               | Alþýðufylkingin                   | Volksfront von Island                        | sozialistisch                          | Trat nur in den Wahlkreisen Nordost, Südwest sowie Reykjavík Nord und Reykjavík Süd an  |
| S               | Samfylkingin                      | Allianz                                      | sozialdemokratisch                     |                                                                                         |
| T               | Dögun                             | Morgenröte                                   | liberal                                | Trat nur im Südlichen Wahlkreis an                                                      |
| V               | Vinstrihreyfingin – grænt framboð | Links-Grüne Bewegung                         | links-grün, feministisch               |                                                                                         |

Die von der rechtskonservativen „Isländischen Nationalfront“ (Íslenska þjóðfylkingin, Parteibuchstabe E) eingereichten Wahllisten wurden alle zurückgezogen, nachdem Unregelmäßigkeiten festgestellt worden waren. Die Nationalfront nahm damit an der Parlamentswahl 2017 nicht teil.

## Umfragen vor der Wahl
Die Grafik zeigt den Verlauf durchschnittlicher Umfragewerte der Parteien vor der Wahl.

## Ergebnis

Ergebnisse und Sitzverteilung in den Wahlkreisen

Die liberal-konservative Unabhängigkeitspartei blieb mit 25,2 % der Wählerstimmen stärkste Partei, verlor aber fünf Sitze und kam damit noch auf 16 Sitze im Althing. Zweitstärkste Partei war die Links-Grüne Bewegung mit 16,9 % und 11 Sitzen. Die sozialdemokratische Allianz konnte ihren Abwärtstrend der letzten Wahlen aufhalten und hatte mit 12 % der Stimmen wieder sieben Sitze im Althing, nachdem die Zahl ihrer Vertreter bei der Wahl 2016 auf nur noch drei geschrumpft war. Ebenfalls sieben Sitze hatte die neugegründete, populistische Miðflokkurinn (Zentrumspartei) von Sigmundur Davíð Gunnlaugsson mit 10,9 % der Stimmen erhalten. Die Fortschrittspartei, von der sich die Zentrumspartei abgespaltet hatte, konnte ihre acht Sitze mit 10,7 % halten. Verluste zu verzeichnen hatten die Piratenpartei Píratar (von 14,5 % und 10 Sitzen auf 9,2 % und sechs Sitze) sowie die EU-freundliche „Reformpartei“ Viðreisn (von 10,5 % und sieben Sitzen auf 6,7 % und vier Sitze), einer der Koalitionspartner der bisherigen Regierung. Der andere bisherige Koalitionspartner der Unabhängigkeitspartei, die liberale Björt framtíð (Helle Zukunft), ist mit einem Wähleranteil von 1,22 % (2016: 7,2 %, vier Sitze) aus dem Parlament ausgeschieden. Neu ins Althing eingezogen ist die populistische Flokkur fólksins (Volkspartei oder Partei der Leute/Menschen), die mit 6,9 % vier Sitze erhielt.

### Landesweites Ergebnis
| Partei- buchstabe       | Partei                                                 | Stimmen | %      | ± %     | Sitze | ±  |
| ----------------------- | ------------------------------------------------------ | ------- | ------ | ------- | ----- | -- |
| D                       | Sjálfstæðisflokkurinn Unabhängigkeitspartei            | 49.543  | 25,2 % | −3,8 %  | 16    | ▼5 |
| V                       | Vinstrihreyfingin – grænt framboð Links-grüne Bewegung | 33.155  | 16,9 % | +1,0 %  | 11    | ▲1 |
| S                       | Samfylkingin Sozialdemokratische Allianz               | 23.652  | 12,1 % | +6,4 %  | 7     | ▲4 |
| M                       | Miðflokkurinn Zentrumspartei                           | 21.335  | 10,9 % | +10,9 % | 7     | ▲7 |
| B                       | Framsóknarflokkurinn Fortschrittspartei                | 21.106  | 10,7 % | −0,8 %  | 8     | ▬  |
| P                       | Píratar Piratenpartei                                  | 18.051  | 9,2 %  | −5,3 %  | 6     | ▼4 |
| F                       | Flokkur fólksins Volkspartei                           | 13.502  | 6,9 %  | +3,4 %  | 4     | ▲4 |
| C                       | Viðreisn Reform                                        | 13.122  | 6,7 %  | −3,8 %  | 4     | ▼3 |
| A                       | Björt framtíð Strahlende Zukunft                       | 2.349   | 1,2 %  | −6,0 %  | —     | ▼4 |
| R                       | Alþýðufylkingin Volksfront von Island                  | 375     | 0,2 %  | −0,1 %  | —     | ▬  |
| T                       | Dögun Morgenröte                                       | 101     | 0,1 %  | −1,6 %  | —     | ▬  |
| Gesamt                  | Gesamt                                                 | 201.777 | 100 %  | —       | 63    | —  |
| Quelle: iceland monitor |                                                        |         |        |         |       |    |

### Ergebnisse nach Wahlkreisen
| Partei- buchstabe       | Reykjavík Nord | Reykjavík Süd | Südwest | Nordwest | Nordost | Süd | Gesamt |
| ----------------------- | -------------- | ------------- | ------- | -------- | ------- | --- | ------ |
| D                       | 3              | 2             | 4       | 2        | 2       | 3   | 16     |
| V                       | 3              | 2             | 2       | 1        | 2       | 1   | 11     |
| B                       | —              | 1             | 1       | 2        | 2       | 2   | 08     |
| S                       | 1              | 1             | 1       | 1        | 2       | 1   | 07     |
| M                       | —              | 1             | 1       | 2        | 2       | 1   | 07     |
| P                       | 2              | 2             | 1       | —        | —       | 1   | 06     |
| F                       | 1              | 1             | 1       | —        | —       | 1   | 04     |
| C                       | 1              | 1             | 2       | —        | —       | —   | 04     |
| Gesamt                  | 11             | 11            | 13      | 8        | 10      | 10  | 63     |
| Quelle: iceland monitor |                |               |         |          |         |     |        |

## Regierungsbildung
Aufgrund des Ergebnisses hatte eine Regierungskoalition rechnerisch aus mindestens drei Parteien bestehen müssen; es wurde vermutet, dass es zu einer Vier-Parteien-Koalition kommt. Auch die Möglichkeit einer Minderheitsregierung war im Gespräch. Die Unabhängigkeitspartei, die zwar stärkste Partei geblieben war, aber auch den größten Sitzverlust erlitten hatte, fand keine Partner für Koalitionsverhandlungen und so erhielt die Links-Grüne Bewegung von Präsident Guðni Th. Jóhannesson den Auftrag zur Regierungsbildung. Zuerst wurde versucht, eine Koalition mit den Sozialdemokraten, den Piraten und der Fortschrittspartei zu bilden. Diese Verhandlungen scheiterten jedoch, weil der Fortschrittspartei die Mehrheit von nur einer Stimme zu unsicher war. Daraufhin bildete die Links-Grüne Bewegung zusammen mit der Unabhängigkeitspartei und der Fortschrittspartei eine Koalition. Premierministerin wurde am 30. November 2017 Katrín Jakobsdóttir. Die beiden links-grünen Abgeordneten Andrés Ingi Jónsson und Rósa Björk Brynjólfsdóttir hatten gegen die Koalitionsgespräche gestimmt, entschlossen sich jedoch letztlich, in der Fraktion zu verbleiben, womit die Koalition auf 35 der 63 Sitze im Parlament kam. Andrés Ingi Jónsson verließ die links-grüne Fraktion im November 2019 und war seither fraktionslos, bis er sich im Februar 2021 den Píratar anschloss. Im September 2020 verließ auch Rósa Björk Brynjólfsdóttir die Fraktion; sie schloss sich im Dezember selben Jahres der Allianz an.